# تایلاق
تایلاق (به ازبکی: Toyloq) یک منطقهٔ مسکونی در ازبکستان است که در شهرستان تایلاق واقع شده‌است. بیشتر باشندگان این زیستگاه انسانی تاجیک‌ها هستند و به زبان فارسی تاجیکی گپ می‌زنند. شاعر پارسی‌گوی، خانم دلشاد فرهادزاد هم زادۀ همین منطقه هستند. تایلاق ۸٬۴۱۰ نفر جمعیت دارد.